# Trailerhelling

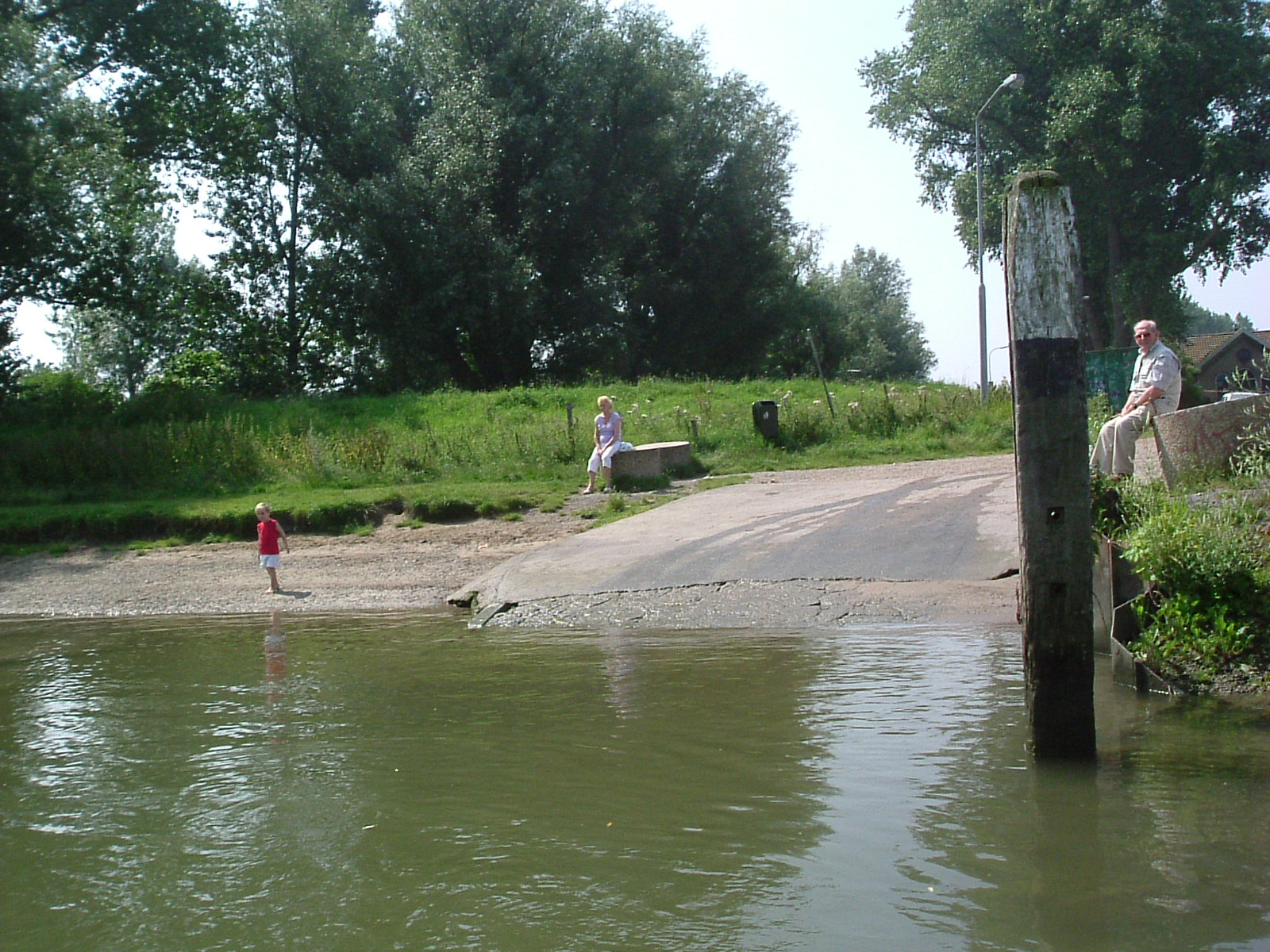
Trailerhelling in Dordrecht

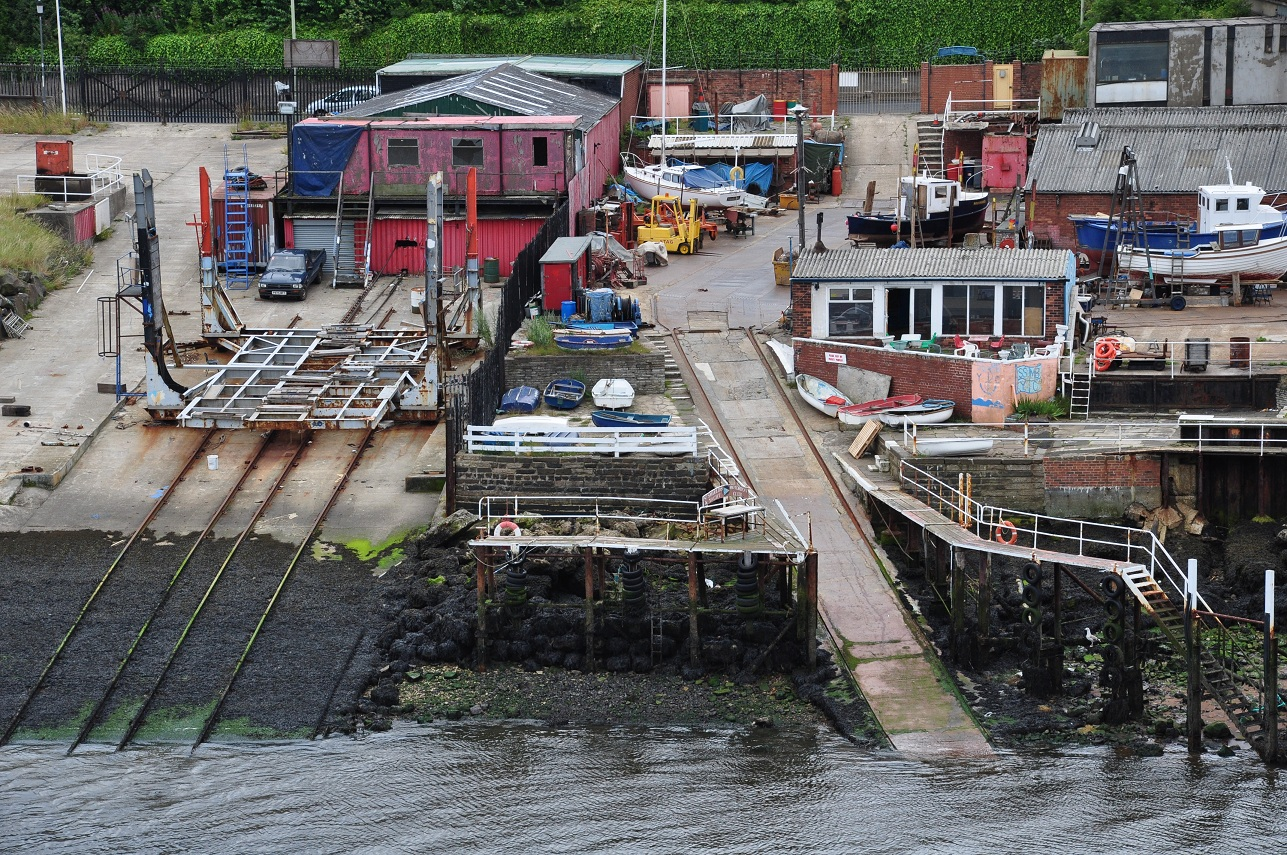
Deze twee 'slipways' in de haven van South Shields (Engeland) dienen vnl. voor scheepsreparatie.

Een trailerhelling (ook wel slipway genoemd) is een helling aan het water waardoor schepen en boten in en uit het water kunnen worden gelaten. Ze worden gebruikt voor het bouwen en repareren van schepen, maar voornamelijk door watersporters die hun boot van hun trailer het water in laten. 

## Normale trailerhellingen
Een normale trailerhelling is een helling die gemaakt is van beton, staal, steen of zelfs hout. Het getij kan de bruikbaarheid van een trailerhelling beïnvloeden. Tenzij de helling bij zowel eb als vloed onder water ligt. 
Als een trailerhelling wordt gebruikt voor het bouwen en repareren van kleine schepen (schepen die niet zwaarder zijn dan 300 ton) wordt er gebruikgemaakt van een dragend voorwerp op wielen waarop de boot wordt gedragen. Deze loopt de helling af totdat de boot in het water ligt en geheel van de trailerhelling is losgekomen. 
Bij recreatief gebruik van een trailerhelling staat de boot vaak op een trailer. De trailer wordt hierbij via de helling gedeeltelijk het water in gereden, zodat de boot langzaam het water in kan. Bij het uit het water halen van een boot wordt een lier gebruikt.

## Trailerhellingen van reddingsboten
Om een veilige lancering van een reddingsboot te garanderen tijdens extreme en slechte weersomstandigheden is ervoor gezorgd dat de boot van een relatief steile helling door de zwaartekracht aangedreven te water gelaten wordt. Daarna wordt de boot met een lier de  helling weer opgetakeld.